# Waiting for Forever
Waiting for Forever (Brasil: Esperar para Sempre ou Te Espero Eternamente / Portugal: Um amor eterno!) é um filme americano dirigido por James Keach, estrelando Rachel Bilson e Tom Sturridge. Foi filmado em Salt Lake City e Ogden, Utah.

## Elenco
- Rachel Bilson.... Emma Twist
- Tom Sturridge.... Will Donner
- Kellet Cook .... Will Donner criança
- Nikki Blonsky.... Dolores
- K.C. Clyde.... Dennis
- Blythe Danner.... Miranda Twist
- Roz Ryan.... Dorothy
- Matthew Davis.... Aaron
- Larry Filion.... Larry.
- Nelson Franklin.... Joe
- Richard Gant.... Albert
- K. Danor Gerald.... Detetive 2
- Frank Gerrish.... motorista de taxi.
- Charles Halford.... State Trooper
- Richard Jenkins.... Richard Twist
- Jaime King.... Susan Donner
- Scott Mechlowicz.... Jim Donner
- Borzin Mottaghian.... Motorista.
- Joseph D. Reis.... homem sem esperança.
- Andrew Roach.... Stewart
- John Ross.... Pai de Will.
- Michelle Sebekzes.... Mãe de Will.
- David Taylor.... Dennis
- Ace Olson.... Amos, sobrinho de Will.